# دنیل کروتزفلد
دنیل کروتزفلد (انگلیسی: Daniel Kreutzfeldt؛ زادهٔ ۱۹ نوامبر ۱۹۸۷) دوچرخه‌سوار اهل دانمارک است.
وی در مسابقات کشوری و بین‌المللی در مجموع برندهٔ ۱ مدال نقره شده‌است.